# Cucurbitaria castaneae
Cucurbitaria castaneae är en svampart som beskrevs av Sacc. 1883. Cucurbitaria castaneae ingår i släktet Cucurbitaria och familjen Cucurbitariaceae.   Inga underarter finns listade i Catalogue of Life.